# Куськино (Моргауський район)
Ку́ськино (рос. Куськино, чув. Куçкин) — присілок у Чувашії Російської Федерації, у складі Ільїнського сільського поселення Моргауського району.
Населення — 76 осіб (2010; 104 в 2002, 183 в 1979; 221 в 1939, 188 в 1926, 104 в 1897, 41 1858).

## Історія
Історична назва — Кузькина. Утворився у першій половині 19 століття переселенцями із сусідніх присілків Вурманкаси та Тябакаси. До 1866 року селяни мали статус державних, займались землеробством, тваринництвом. 1929 року утворено колгосп «Біднота». До 1920 року присілок перебував у складі Татаркасинської волості Козьмодем'янського, до 1927 року — Чебоксарського повіту. 1927 року присілок переданий до складу Татаркасинського району, 1939 року — до складу Сундирського, 1962 року — до складу Чебоксарського, 1964 року — до складу Моргауського району.